# Raisa Aronova
Raisa Ermolaevna Aronova (in russo Раиса Ермолаевна Аронова?; Saratov, 10 gennaio 1920 – Mosca, 20 dicembre 1982) è stata un'aviatrice russa, decorata come eroe dell'Unione Sovietica.

## Biografia
Raisa Aronova nacque a Saratov, capoluogo dell'omonimo oblast', nel 1920. Il padre era un impiegato ferroviario. Si diplomò alla scuola secondaria poi entrò nel Kalinin Saratov Institute. Intanto, nel tempo libero, fece pratica di volo all'aeroclub di Saratov infine si trasferì a Mosca, dove proseguì l'addestramento di volo presso l'aeroclub di Mosca fino all'invasione tedesca nel 1941.
Divenne membro del Partito Comunista dell'Unione Sovietica nel 1942.

## Partecipazione alla seconda guerra mondiale

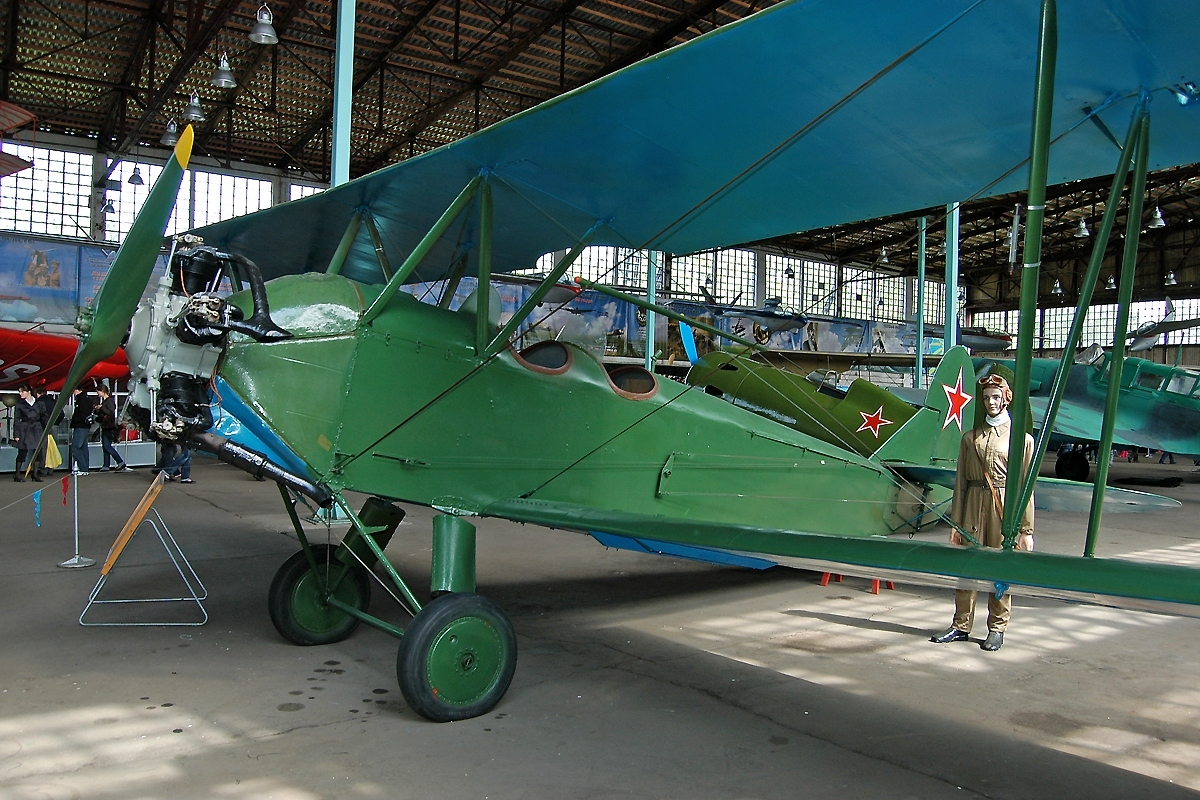
Un Polikarpov Po-2 simile a quello pilotato da Raisa Aronova.

Alcuni mesi dopo l'inizio dell'Operazione Barbarossa, Marina Raskova selezionò molte donne pilota desiderose di combattere contro gli invasori e formò tre reggimenti femminili di aviazione. Questi iniziarono a prepararsi presso Ėngel's, non lontano da Saratov.
Aronova fece parte sin dall'inizio di uno di questi reggimenti, specializzato in bombardamenti notturni, il 588º Reggimento bombardamento notturno.
Volando sul vecchio biplano sovietico Polikarpov Po-2 come navigatore prese così parte a molti combattimenti. Malgrado le ferite riportate in una missione nella regione del Krasnodar riuscì a far atterrare il suo aereo. In ospedale le vennero estratti diciassette frammenti di bomba ma meno di due mesi dopo tornò a volare. Frequentò poi un corso per diventare pilota e presto cominciò a volare come comandante. Durante le sue missioni produsse ingenti danni al nemico in vari fronti, volando sulla Bielorussia, la Crimea, Kuban', Kerč', la Polonia e la stessa Germania, totalizzando 1148 ore di volo notturno in 960 missioni
Il reggimento del quale fece parte fu soprannominato Nachthexen ("Streghe della notte") dalle truppe tedesche per la tattica che adottavano di arrivare sull'obiettivo planando di notte a motori spenti, silenziose come streghe a cavallo di una scopa.
Ricevette il titolo di Eroe dell'Unione Sovietica nel maggio 1946, e con lei venne decorata Polina Vladimirovna Gel'man, suo navigatore e unica ebrea del reggimento.

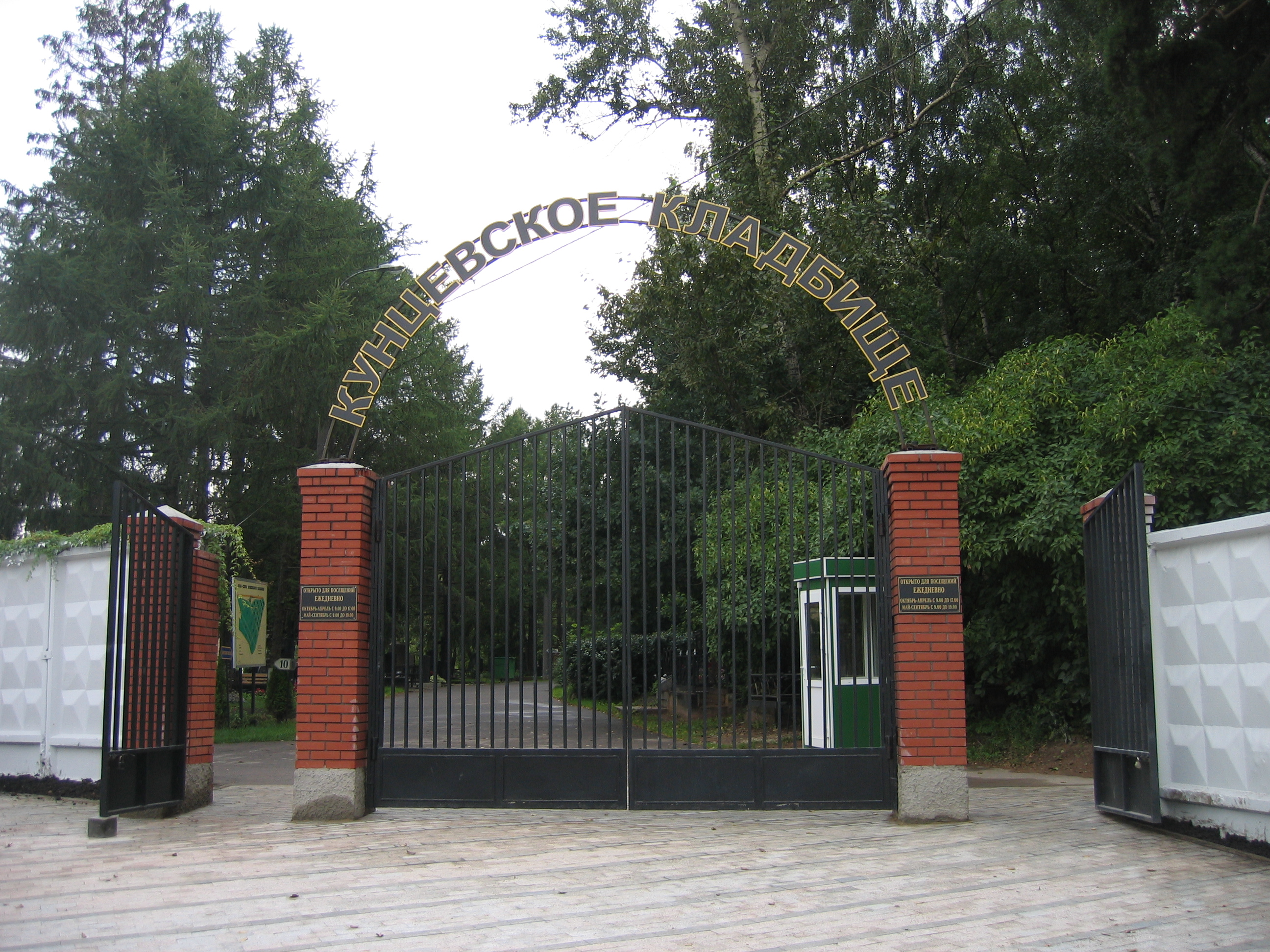
Ingresso del cimitero di Kuntsevocem, a Mosca.

## Attività nel secondo dopoguerra
Dopo la conclusione del conflitto, nel 1952, ha conseguito la laurea in lingue straniere studiando presso l'Istituto militare a Mosca. Ha lasciato le forze armate nel 1961 con il grado di maggiore ed in seguito ha scritto un libro sulle sue esperienze militari dal titolo Ночные ведьмы ("Streghe della notte"), pubblicato nel 1983.
È morta a Mosca il 20 dicembre 1982 e riposa nel cimitero di Kuntsevocem.